# Бьёрген, Марит
Ма́рит Бьёрген (норв. Marit Bjørgen; 21 марта 1980, Тронхейм) — норвежская лыжница,единственная в истории женских лыж восьмикратная олимпийская чемпионка, обладательница наибольшего количества наград в истории зимних Олимпийских игр среди всех спортсменов (15 медалей — 8 золотых, 4 серебряных и 3 бронзовых), 18-кратная чемпионка мира (абсолютный рекорд в истории этих соревнований), многократная чемпионка Норвегии. Четырёхкратная обладательница Кубка мира (2004/05, 2005/06, 2011/12, 2014/15).
Рекорды: 114 раз выигрывала в кубке мира по лыжным гонкам, в личных гонках.
84 раза на этапах кубка мира. 4 раза выигрывала в личных гонках золотые медали на олимпийских играх.
12 раз выигрывала в личных гонках на чемпионате мира.
184 подиума в личных гонках.
Завершила карьеру 7 апреля 2018 года.

## Биография
Впервые встала на лыжи в 7 лет, серьёзные занятия начались в 12 лет. Дебют в кубке мира состоялся 27 декабря 1999 года.
В декабре 2009 года Бьёрген получила официальное разрешение ФИС на использование препаратов от астмы, содержащих допинг (в частности — симбикорт, в состав которого входит запрещённый формотерол). Препараты от астмы спортсменка принимала на протяжении нескольких сезонов. Известная польская лыжница Юстина Ковальчик довольно резко высказывалась по этому поводу. Она говорила:.

«Норвежцы много говорят на тему допинга в России. Допинг — это плохо, его не должно быть. Но не лучше ли взглянуть на себя со стороны? Норвежцы сами принимают допинг, только в качестве лекарства. И разница лишь в том, что у одних есть на это разрешение, а у других его нет. Бьерген не смогла бы добиться тех результатов, которых добилась, без препаратов, которые ей прописали».
Обладательница 1 золотой и 4 серебряных медалей чемпионата мира по бегу на роликовых лыжах 2000 года, на домашнем чемпионате мира 2011 года выиграла ещё одно «золото» в этом виде спорта.
Лучшая спортсменка года в Норвегии в 2005 году.
Встречается с известным в прошлом норвежским двоеборцем, двукратным олимпийским чемпионом Фредом Бёрре Лундбергом. 25 декабря 2015 года у них родился первый сын. Вернулась на трассы в сезоне 2016/17. 23 марта 2019 года у них родился второй сын.
На Олимпийских играх в Корее, Марит, в первой гонке, в скиатлоне, завоевала очередную серебряную олимпийскую медаль (четвёртая в карьере на пяти Олимпиадах), уступив первую ступень Шарлотте Калла из Швеции. Затем завоевала две бронзы в гонке на 10 км с раздельным стартом и командном спринте, а также два золота в эстафете и гонке на 30 км.

## Результаты на крупнейших соревнованиях

### Олимпийские игры
15 медалей (8 золотых, 4 серебряные, 3 бронзовые)
| Олимпийские игры    | Спринт | Командный спринт | 10 км раздельный старт | 15 км | Скиатлон | 30 км | Эстафета |
| ------------------- | ------ | ---------------- | ---------------------- | ----- | -------- | ----- | -------- |
| 2002 Солт-Лейк-Сити | —      | н/д              | —                      | 50    | —        | 14    | 2        |
| 2006 Турин          | 18     | 4                | 2                      | н/д   | DNF      | —     | 5        |
| 2010 Ванкувер       | 1      | —                | 3                      | н/д   | 1        | 2     | 1        |
| 2014 Сочи           | 11     | 1                | 10                     | н/д   | 1        | 1     | 5        |
| 2018 Пхёнчхан       | —      | 3                | 3                      | н/д   | 2        | 1     | 1        |

### Чемпионаты мира по лыжным видам спорта
26 медалей (18 золотых, 5 серебряных, 3 бронзовые)
| Чемпионат мира          | Спринт | Командный спринт | 10 км | 5+5 км | 7,5+7,5 км | 15 км | 30 км | Эстафета |
| ----------------------- | ------ | ---------------- | ----- | ------ | ---------- | ----- | ----- | -------- |
| 2001 Лахти              | —      | н/д              | 24    | 19     | н/д        | —     | н/д   | —        |
| 2003 Валь-ди-Фьемме     | 1      | н/д              | —     | —      | н/д        | 24    | —     | 2        |
| 2005 Оберстдорф         | 16     | 1                | 3     | н/д    | 2          | н/д   | 1     | 1        |
| 2007 Саппоро            | 10     | 3                | 22    | н/д    | 12         | н/д   | 9     | 3        |
| 2009 Либерец            | 13     | —                | 16    | н/д    | 19         | н/д   | —     | 4        |
| 2011 Осло-Хольменколлен | 1      | —                | 1     | н/д    | 1          | н/д   | 2     | 1        |
| 2013 Валь-ди-Фьемме     | 1      | —                | 2     | н/д    | 1          | н/д   | 1     | 1        |
| 2015 Фалун              | 1      | —                | 31    | н/д    | 6          | н/д   | 2     | 1        |
| 2017 Лахти              | 16     | —                | 1     | н/д    | 1          | н/д   | 1     | 1        |